# Audit intern

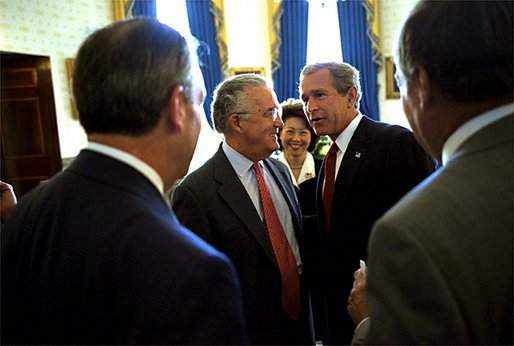
Înainte de ceremonia semnării Legii Sarbanes-Oxley ex-președintele american George W. Bush se întâlnește cu senatorul Paul Sarbanes, secretarul american al muncii Elaine Chao și cu alți demnitari, în Camera Albastră de la Casa Albă pe 30 iulie 2002.

Auditul intern este o profesie și o activitate implicată în a ajuta organizațiile să-și atingă obiectivele declarate. Auditul intern realizează acest lucru folosind o metodologie sistematică pentru analiza proceselor de afaceri, procedurile și activitățile cu scopul de a evidenția problemele organizatorice și de a recomanda soluții. Profesioniștii numiți auditori interni sunt angajați de către organizații pentru a efectua activitatea de audit intern.
Profesia de auditor intern a evoluat constant odată cu progresul științei de administrație management după al doilea război mondial. 
Acesta este conceptual similar în mai multe moduri cu auditului financiar de către firme de contabilitate publice, asigurarea calității și respectarea activității bancare. O mare parte a teoriilor care stau la baza auditului intern derivă din consultanța în management și profesiile de contabilitate publice. Odată cu punerea în aplicare în Statele Unite a Legii Sarbanes-Oxley din 2002, creșterea accelerată a profesiei, cât mai mulți auditori interni posedă abilitățile necesare pentru a ajuta companiile să îndeplinească cerințele legii.